# Calle Green (Metro de Boston)
Calle Green es una estación en la línea Naranja del Metro de Boston. La estación se encuentra localizada en 150 Green Street y 380 Amory Street en Boston, Massachusetts. La estación Calle Green fue inaugurada el 4 de mayo de 1987. La Autoridad de Transporte de la Bahía de Massachusetts es la encargada por el mantenimiento y administración de la estación. Fue inaugurada anteriormente en 1908 como una de las estaciones elevadas pero fue cerrada y demolida en 1987.

## Descripción
La estación Calle Green cuenta con 1 plataforma central y 2 vías. 

## Conexiones
La estación es abastecida por las siguientes conexiones: 
- Rutas de autobuses: 48